# متانت رنج کشیدن
متانت رنج کشیدن (انگلیسی: The Serenity of Suffering) دوازدهمین آلبوم استودیویی گروه نیو متال آمریکایی کورن است که در ۲۱ اکتبر ۲۰۱۶ (۳۰ مهر ۱۳۹۵) منتشر شد. به گفته گیتاریست برایان ولش، «سنگین تر از آن چیزی است که کسی در مدت زمان طولانی از ما شنیده باشد» و حاوی شدیدترین آوازها و موسیقی آنها در زمان‌های اخیر است.

## فهرست آهنگ‌ها
همهٔ ترانه‌ها توسط کورن نوشته شده‌است.
| شماره      | نام                                        | مدت   |
| ---------- | ------------------------------------------ | ----- |
| ۱.         | «Insane»                                   | ۳:۵۰  |
| ۲.         | «Rotting in Vain»                          | ۳:۳۳  |
| ۳.         | «Black Is the Soul»                        | ۴:۰۱  |
| ۴.         | «The Hating»                               | ۴:۲۲  |
| ۵.         | «A Different World» (با همراهی کوری تیلور) | ۳:۲۰  |
| ۶.         | «Take Me»                                  | ۳:۰۰  |
| ۷.         | «Everything Falls Apart»                   | ۴:۱۷  |
| ۸.         | «Die Yet Another Night»                    | ۴:۲۸  |
| ۹.         | «When You're Not There»                    | ۳:۲۴  |
| ۱۰.        | «Next in Line»                             | ۳:۲۸  |
| ۱۱.        | «Please Come for Me»                       | ۲:۵۳  |
| مجموع مدت: | مجموع مدت:                                 | ۴۰:۳۶ |

## اعضا
کورن
- جاناتان دیویس – خواننده اصلی
- برایان «هد» ولش - گیتار ریتم و لید، همخوان
- جیمز «مانکی» شفر- گیتار ریتم و لید، همخوان
- رجینالد «فیلدی» آرویزو - بیس
- ری لوزیر - درامز